# Ramona (Kansas)
Ramona – miasto w Stanach Zjednoczonych, w stanie Kansas, w hrabstwie Marion.